# Cakewalk (シーケンサ)
Cakewalk（ケークウォーク）は、Twelve Tone Systems社（現Cakewalk社）により開発されていたMIDIシーケンサである。
オリジナル版は1987年、MS-DOS向けの1.0に始り、後にWindowsへ対応した。
UARTモードで動作する4.0以前のMS-DOS版は、インテリジェント・モードで動作しているMPU-401（ローランド社のMIDIインターフェース・カード）を必要とした。
Cakewalk Pro、Cakewalk Expressの二つのエディションが提供されており、後者は25トラック、1MIDIアウトの制限のついたライトバージョンであった。Express版はサウンドカード等のハードウェアにバンドルされる事もあった。
Cakewalkは純粋にMIDIベースのシーケンサであり、2本のステレオWAVファイルをトリガーする事も出来たが、Cakewalk Pro Audioにてデジタル・オーディオ・サポートが加わるまで、まともなオーディオ・サポートはなされなかった。

## 機能
最新版ではピアノロール・エディタ、限定的な譜面編集、そして内蔵されたCAL（Cakewalk Application Language、Cakewalkアプリケーション言語）というスクリプト言語に対応する。
ピアノロール及びCALへの対応は、CakewalkのWin16 Version 3.01から始まった。
CALを含むこれらほぼ全ての機能はCakewalk SONARへと継承され、メジャーDAWに於いては、現在唯一スクリプト言語をサポートするものとなった。